# Sint-Bartholomeuskerk (Eckelrade)
De Sint-Bartholomeuskerk is een kerkgebouw in Eckelrade, in de Nederlands Zuid-Limburgse gemeente Eijsden-Margraten. De kerk, waarvan de basis in de dertiende eeuw werd gelegd, ligt midden in het dorp op een kerkheuvel en wordt omgeven door een keermuur.
Het gebouw is een rijksmonument en gewijd aan Sint-Bartholomeus.

## Geschiedenis
Uit de 13e eeuw stamt het oudste deel van het kerkgebouw, waarvan muurresten bewaard zijn gebleven. Dit was een eenbeukig gebouw.
Uit de 14e eeuw stamt het onderste deel van de toren. Ook uit die tijd zijn het gotische koor en een kapel aan de noordzijde.
In de 15e eeuw is vermoedelijk de toren verhoogd.
In 1717 werd de kapel aan de noordzijde vergroot tot een volledige noordbeuk. Tevens werd het schip en het koor verhoogd en kreeg de toren een classicistisch toegangspoortje.
In 1845 werd de parochie zelfstandig en werd er aan de noordzijde een doopkapel en een sacristie aangebouwd.
In 1923 werd de neogotische zuidbeuk gebouwd met een plint van kunradersteen.
In 1958 werd de toren gerestaureerd.
In 1964-1965 werd de rest van de kerk gerestaureerd.

## Opbouw
De kerk is in gotische stijl opgetrokken in Limburgse mergel. Hij bestaat uit een ongelede toren met ingesnoerde spits, een driebeukig schip en een driezijdig gesloten koor. Het onderste deel van het schip en de aanbouw bestaan uit ongehouwen blokken kunradersteen. Daarboven bestaat de muur uit gezaagde blokken. De raambogen zijn gotisch voor wat betreft het oude deel, de zijbeuk uit de 20e eeuw heeft neogotische raambogen. Voor het dak zijn zware pannen gebruikt. De westtoren is met leien gedekt en bestaat in zijn geheel uit gezaagde blokken steen.
Aan de binnenkant zijn de scheibogen spitsvormig. De pijlers zijn rond en het interieur is gedekt met stucgewelven.